# Felipe Lima
Felipe Ferreira Lima (Cuiabá, 5 april 1985) is een Braziliaanse zwemmer. Hij vertegenwoordigde zijn vaderland op de Olympische Zomerspelen 2012 in Londen.

## Carrière
Bij zijn internationale debuut, op de wereldkampioenschappen kortebaanzwemmen 2006 in Shanghai, werd Lima uitgeschakeld in de halve finales van de 50 meter schoolslag en in de series van de 100 meter schoolslag. Op de Pan Pacific kampioenschappen zwemmen 2006 in Victoria eindigde de Braziliaan als zestiende op de 100 meter schoolslag.
In Melbourne nam Lima deel aan de wereldkampioenschappen zwemmen 2007. Op dit toernooi strandde hij in de series van zowel de 50 als de 100 meter schoolslag. Tijdens de Pan-Amerikaanse Spelen 2007 in Rio de Janeiro eindigde de Braziliaan als vijfde op de 100 meter schoolslag. Op de 4x100 meter wisselslag zwom hij samen met Lucas Salatta, Gabriel Mangabeira en Eduardo Deboni in de series, in de finale veroverden Thiago Pereira, Henrique Barbosa, Kaio de Almeida en César Cielo de zilveren medaille. Voor zijn aandeel in de series ontving Lima eveneens de zilveren medaille.

### 2010-heden
Op de Pan Pacific kampioenschappen zwemmen 2010 in Irvine eindigde Lima als achtste op de 100 meter schoolslag en als tiende op de 50 meter schoolslag.
In Shanghai nam de Braziliaan deel aan de wereldkampioenschappen zwemmen 2011. Op dit toernooi werd hij uitgeschakeld in de series van de 100 meter schoolslag. Tijdens de Pan-Amerikaanse Spelen 2011 in Guadalajara sleepte Lima de zilveren medaille in de wacht op de 100 meter schoolslag. Samen met Thiago Pereira, Kaio de Almeida en Bruno Fratus zwom hij in de series van de 4x100 meter wisselslag, in de finale legden Guilherme Guido, Felipe França, Gabriel Mangabeira en César Cielo beslag op de gouden medaille. Voor zijn inspanningen in de series werd Lima beloond met de gouden medaille.
Op de Olympische Zomerspelen van 2012 in Londen strandde de Braziliaan in de halve finales van de 100 meter schoolslag. In Istanboel nam Lima deel aan de wereldkampioenschappen kortebaanzwemmen 2012. Op dit toernooi eindigde hij als zesde op de 50 meter schoolslag en als achtste op de 100 meter schoolslag, op de 4x100 meter wisselslag eindigde hij samen met Guilherme Guido, Kaio de Almeida en Guilherme Santos op de vierde plaats.
Tijdens de wereldkampioenschappen zwemmen 2013 in Barcelona veroverde de Braziliaan de bronzen medaille op de 100 meter schoolslag, op de 50 meter schoolslag werd hij uitgeschakeld in de halve finales. Samen met Leonardo de Deus, Nicholas Santos en Marcelo Chierighini strandde hij in de series van de 4x100 meter wisselslag.

## Internationale toernooien
| Jaar | Olympische Spelen   | WK langebaan                                                | WK kortebaan                                              | PanPacs                               | Pan-Ams                                                            |
| ---- | ------------------- | ----------------------------------------------------------- | --------------------------------------------------------- | ------------------------------------- | ------------------------------------------------------------------ |
| 2006 |                     |                                                             | 12e 50m schoolslag 17e 100m schoolslag                    | 16e 100m schoolslag                   |                                                                    |
| 2007 |                     | 24e 50m schoolslag 30e 100m schoolslag                      |                                                           |                                       | 5e 100m schoolslag · 4x100m wisselslag · Lima zwom enkel de series |
| 2008 | geen deelname       |                                                             | geen deelname                                             |                                       |                                                                    |
| 2009 |                     | geen deelname                                               |                                                           |                                       |                                                                    |
| 2010 |                     |                                                             | geen deelname                                             | 10e 50m schoolslag 8e 100m schoolslag |                                                                    |
| 2011 |                     | 24e 100m schoolslag                                         |                                                           |                                       | 100m schoolslag · 4x100m wisselslag · Lima zwom enkel de series    |
| 2012 | 13e 100m schoolslag |                                                             | 6e 50m schoolslag 8e 100m schoolslag 4e 4x100m wisselslag |                                       |                                                                    |
| 2013 |                     | 9e 50m schoolslag · 100m schoolslag · 12e 4x100m wisselslag |                                                           |                                       |                                                                    |

## Persoonlijke records
Bijgewerkt tot en met 30 juli 2013
Kortebaan
| Afstand         | Tijd  | Datum            | Plaats    |
| --------------- | ----- | ---------------- | --------- |
| 50m schoolslag  | 26,61 | 6 november 2009  | Moskou    |
| 100m schoolslag | 58,05 | 12 december 2012 | Istanboel |

Langebaan
| Afstand         | Tijd  | Datum        | Plaats    |
| --------------- | ----- | ------------ | --------- |
| 50m schoolslag  | 27,11 | 30 juli 2013 | Barcelona |
| 100m schoolslag | 59,65 | 29 juli 2013 | Barcelona |